# Colobothea subcincta
Colobothea subcincta là một loài bọ cánh cứng trong họ Cerambycidae.